# Aptitude (logiciel)
Pour les articles homonymes, voir Aptitude.
 (novembre 2023).
Aptitude est une interface à APT, le gestionnaire de paquets debian. Il offre une interface utilisateur graphique permettant de sélectionner les paquets à installer ou à supprimer. La recherche de paquets et la résolution des dépendances font partie de ses points forts,,,.
L'interface d'aptitude est développée à l'aide de la bibliothèque ncurses.

## Google Summer of Code
Aptitude-gtk fut sélectionné pour le Google Summer of Code en 2008 sur une idée de Obey Arthur Liu. Il se lança alors dans la création d'une interface graphique en GTK+ ainsi que dans l'amélioration de l'interface ncurses. Le projet est maintenant fini et a été incorporé à la branche principale d'aptitude.

## Easter egg

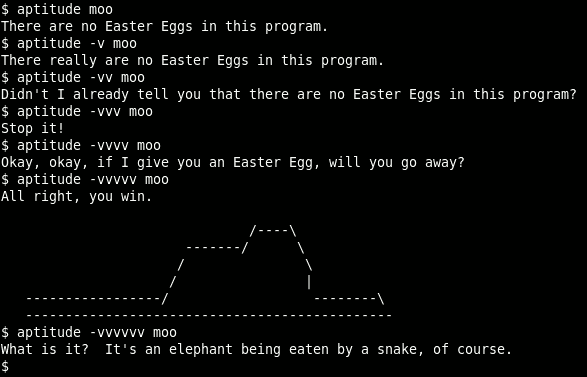
Easteregg Aptitude.

En entrant la commande aptitude --help, on voit à la fin le message:
Cet aptitude n'a pas de « Super Cow Powers ».
Contrairement à Apt-get, qui lui a les « Super Cow Powers ».
```
$ aptitude moo
Il n'y a pas d'œufs de Pâques dans ce programme.
$ aptitude -v moo
Il n'y a vraiment pas d'œufs de Pâques dans ce programme.
$ aptitude -vv moo
Ne vous ai-je pas déjà dit qu'il n'y avait pas d'œufs de Pâques dans ce programme ?
$ aptitude -vvv moo
Arrêtez donc !
$ aptitude -vvvv moo
D'accord, d'accord, si je vous donne un œuf de Pâques, vous en irez-vous ?
$ aptitude -vvvvv moo
D'accord, vous avez gagné.

                               /----\
                       -------/      \
                      /               \
                     /                |
   -----------------/                  --------\
   ----------------------------------------------
$ aptitude -vvvvvv moo
Qu'est-ce que c'est ? C'est un éléphant qui se fait manger par un
serpent, bien sûr.
```

La dernière réplique est une référence au livre Le Petit Prince de Antoine de Saint-Exupéry.